# Грибний суп
Грибни́й суп, або грибівка — суп, основним складником якого є гриби. Гриби можуть бути використані свіжі, солені, сушені чи мариновані.